# Angela Robinson
Angela Robinson (San Francisco, 14 febbraio 1971) è una regista, sceneggiatrice e produttrice televisiva statunitense.

## Biografia
Nata a San Francisco, ma cresciuta a Los Angeles, completa un Bachelor of Arts in teatro presso l'Università Brown e frequenta un programma di cinema all'Università di New York. La Robinson è apertamente lesbica e spesso affronta tematiche LGBT nei suoi lavori. Nel 2003 scrive e dirige il pluripremiato cortometraggio D.E.B.S., che nel 2004 viene adattato in un lungometraggio dal titolo D.E.B.S. - Spie in minigonna. Nel 2005 dirige la commedia della Disney Herbie - Il super Maggiolino.
Nel 2007 crea e dirige la web serie Girltrash!, da cui nel 2012 viene tratto il film musicale Girltrash: All Night Long diretto da Alexandra Kondracke. Negli anni seguenti lavora principalmente per la televisione, è co-produttrice esecutiva, sceneggiatrice e regista di vari episodi della serie televisiva The L Word. Dal 2009 lavora per la HBO, è stata co-produttrice esecutiva e sceneggiatrice per la serie TV Hung - Ragazzo squillo, mentre dal 2012 entra a far parte del team di sceneggiatori di True Blood, per cui scrive due episodi della quinta stagione.

## Vita privata
Robinson è sposata con la sceneggiatrice e regista Alexandra Kondracke, conosciuta durante gli studi all'università di New York. Nel 2009 la Kondracke ha dato alla luce il loro primo figlio, Diego.

## Filmografia

### Regista
- D.E.B.S. - Spie in minigonna (2004)
- Herbie - Il super Maggiolino (2005)
- Professor Marston and the Wonder Women (2017)